# Historia de Vietnam
La historia de Vietnam abarca los acontecimientos ocurridos en el actual territorio de la República Socialista de Vietnam, desde el paleolítico hasta el presente.

## Paleolítico
Vietnam que ha estado habitada desde la Edad de Piedra.  Los restos de Homo erectus hallados en 1965 en el monte Đọ, provincia de Thanh Hóa, se consideran la evidencia más antigua de presencia humana en la tierra de Vietnam. Datan de hace aproximadamente 500 mil años.
La presencia del 'Homo sapiens en el país era ya evidente en la época de la cultura Sơn Vi, que se desarrolló desde hace unos 30.000 hasta hace 11.000 años. Sơn Vi es el nombre de una comuna en Phú Thọ, el primer sitio donde se hallaron restos de esta cultura. La cultura Hòa Bìn data por lo menos de hace 15.000 años y continuó hasta 2.000 años antes de Cristo. La última cultura paleolítica de la región fue la cultura Bắc Sơn (aprox. 10.000 a.C). Además de las herramientas de piedra, la cerámica también llegó a estar muy extendida allí.
Debido a sus características geológicas, el delta del río Rojo y el golfo de Tonkin no tienen condiciones para excavar el terreno antiguo que data aproximadamente del 8000 a. C. (antes de la gran inundación) para confirmar las huellas de las otras civilizaciones, si las hay. La página de historia vietnamita tiene un vacío no especificado de hace unos 5.500 años, hace 18.000 años, debido a que el nivel del agua está notoriamente más alto que durante ese período.

## Neolítíco
El análisis genético ha concluido que la mayoría de la población vietnamita actual descienden de grupos que vivían en el sur de la cuenca del río Yangtze, China, excepto los Cham de habla austronesia y los Mang de habla austroasiática.  Desde alrededor del 3000 a. C.. Se conocía el cultivo de regadío del arroz.
Según las leyendas vietnamitas, la historia de Vietnam se remonta a hace más de 4000 años con la creación de la Dinastía Hồng Bàng, datada tradicionalmente de año 2879 a. C. Sin embargo, las únicas fuentes fiables se remontan a la Cultura Dong Son, hace unos 2700 años. Los registros arqueológicos del Vietnam prehistórico apuntan a que no solo fue una de las primeras civilizaciones en desarrollarse, sino que también fue una de las primeras en desarrollar la agricultura.
En el año 257 a. C., Thục Phán (autoproclamado como An Dương Vương) derrocó al último rey de Hồng Bàng y fundó el Reino de Âu Lạc en el norte del actual Vietnam. Sin embargo, la zona pronto cayó bajó control del creciente Imperio Chino, iniciando un periodo de 1000 años de dominación china. Si bien esto tuvo notables efectos en la cultura vietnamita, los chinos nunca lograron asimilar a la población (como fue el caso de otros pueblos dominados). El sur de Vietnam se independizó en el año 192 d. C. y se transformó en el Reino de Champa, el cual gobernó la región hasta su anexión al norte en el año 1471 (aunque un pequeño remanente sobrevivió hasta 1832).

## Dominación china

Mapa de Vietnam que muestra la conquista del sur en 900 años.

Después de una larga guerra contra el Primer Imperio Chino (Qin), An Vuong Duong fue derrotado por el general Trieu Da en el 207 a. C.. Cuando el Imperio de los Qin cayó ante los Han, Trieu Da se proclamó rey. Sumó territorios del sur de la actual China y dio a su reino el nombre de Nanyue en el 204 a. C..
La dinastía Triệu de Nanye es una era controvertida en la historia vietnamita. Algunos la consideran una dominación china porque Trieu fue un general de Qin, que venció a An Duong Vuong para establecer su dominio. Otros lo consideran una era de independencia pues la familia de Trieu Da reinó en oposición a la dinastía Han de China hasta 111 a. C., cuando las tropas de Han invadieron el país y lo incorporaron al imperio como la prefectura Giao Chi.
A pesar de la no participación en un programa de sinisación, los vietnamitas rehusaron asimilarse y se rebelaron continuamente. En el año 40 d. C. una mujer llamada Trung Trac y su hermana Trung Nhi se rebelaron contra los Han. Lograron que los chinos abandonaran el país, y establecieron la capital en Me Linh. El año siguiente el emperador Han Guangwu envió un ejército al mando del general Ma Vien para aplastar la rebelión de las hermanas Trung. Después de dos años de lucha las hermanas Trung fueron derrotadas, y se suicidaron lanzándose al río Hat. Las hermanas Trung son consideradas como las primeras patriotas vietnamitas. Posteriormente a la derrota de la rebelión de las hermanas Trung, las autoridades imperiales chinas practican una política de sinización. De ese modo se forma una élite de ilustrados vietnamitas (o sinovietnamitas), de cultura china pero, sin embargo, llegado el caso, hostiles a China. Por otro lado el conjunto de la población escapa a la sinización. Durante este período de dominación imperial, el budismo mahayana, procedente de China, penetra en el país a partir del siglo VI. En el 622, la dinastía de los Tang concede al país vietnamita el nombre de Ngan nan ('Sur pacificado').
Vietnam estuvo bajo el dominio de las sucesivas dinastías de China hasta inicios del siglo X. Tras la Batalla del río Bach Dang del 938, Vietnam finalmente obtuvo completa autonomía. Sin embargo, durante gran parte de su historia Vietnam siguió siendo un estado vasallo para la mucho más grande China, aunque siguió siendo de facto independiente. Las dinastías vietnamitas derrotaron los tres intentos mongoles de invasión durante la dinastía Yuan, cuando China estaba bajo dominio mongol. 
Los vietnamitas obtuvieron su independencia de China en el 939, poco después del colapso de la Dinastía Tang de China. Durante los siguientes 1000 años, los vietnamitas enfrentaron y derrotaron a diversas fuerzas invasoras tales como el Imperio Mongol, las siguientes dinastías de China y, más recientemente, las fuerzas de Francia y Estados Unidos. Tras 80 años de dominación francesa (1862–1945), Vietnam recuperó su independencia y abolió la monarquía, tras lo cual, luego de diversos conflictos en el marco de la Guerra Fría, se formó su actual República.

## Dai Viet independiente

Vietnam (Dai Viet) desde los inicios de la dinastía Ly al siglo.

### Independencia de China
La caída de los Tang en 907 fue aprovechada por Ngo Quyen para independizar el país (938). Del 939 al 1009, el país es gobernado por tres dinastías: Ngo, Dinh y la primera dinastía Le. La dinastía china de los Song, fundada en el 960, tiene que aceptar la independencia del país, llamado Dai Viet (Đại Việt o  大越 'gran Viet'). El Dai Viet, sin embargo, se reconoce «vasallo» del China, entregando cada tres años un tributo a la corte imperial. Bajo la dinastía Ly (1009-1025), Dai Viet se estabiliza, tiene un gobierno centralizado según el modelo chino y posee una burocracia ilustrada. La capital en este período es Thang Long (actualmente Hanói). Bajo la dinastía Tran (1225-1400), el país se vuelve más autoritario, acentuando el peso del confucianismo sobre el budismo.

### La lucha contra los cham
Tras haber logrado la independencia, los vietnamitas entran en conflicto casi permanente contra los cham. En el 982, los vietnamitas invaden el reino cham de Champa y saquean su capital, Indrapura. Los reyes de Champa se desplazan más al sur, a Vijaya. En 1069, los vietnamitas obligan a Champa a cederles los territorios al norte de Hué. Poco después el reino de Champa debe luchar también con la expansión jemer de Angkor. En 1280 los mongoles que habían conquistado China atacan Dai Viet en varias ocasiones, aunque son atacados tanto por los cham como los vietnamitas. En 1288 el príncipe vietnamita Tran Hung Dao se impone a los mongoles. Se da una alianza temporal entre Champa y Dai Viet en 1307, aunque las guerras se reanudarían durante el siglo XIV.
En 1400, un usurpador, Ho Quy Ly, se apodera del poder y respondiendo a un llamamiento contra él, los chinos de la dinastía Ming ocupan el país en 1407 y llevan a cabo una gran sinización: nombramiento de funcionarios chinos, traslado de diez mil prisioneros a Pekín, etc. En 1418, Lê Lợi encabeza una guerrilla que consigue expulsar a los chinos diez años más tarde. Lê Lợi se convierte en rey y funda segunda dinastía Le. La nueva dinastía reactiva la lucha contra los cham, que habían reconquistado los territorios al norte de Hué. El rey Le Thanh Tong (1406-1497) los vence en 1471 y se anexiona la mayor parte de Champa, hasta el cabo Varella. Bajo su gobierno se promulga el código Hong Duc, que regula todos los aspectos de la vida social. El Dai Viet se afianza y consolida su independencia, aunque los sucesores de Le Thanh Tong no lograrán afianzar su poder.

### Los Trinh y los Nguyen
En 1527, Mac Dang Dung se adueña de parte de Tonkín, y luego funda la dinastía de los Mac. En el sur del país, sin embargo, una familia se hace fuerte, la de los Nguyen, con capital en Hué. Entre los dos se intercala la familia de los Trinh que en 1592, se apodera de la mayor parte de Tonkín y vuelve a establecer en Hanói a un soberano Le, cuyo poder es solo nominal. A comienzos del siglo XVII, los Trinh y los Nguyen entran en conflicto y estalla una guerra civil en 1620. Los Nguyen llevan a cabo una guerra defensiva contra los Trinh que eran más poderosos, construyen una muralla a la altura de Dong Hoi y obtienen armas de los portugueses por ese entonces instalados en Macao. La guerra finalizará en 1674 con cada grupo dominando una parte del país. Sin dejar de hacer frente a los Trinh, los Nguyen presiguen el Nam Tien ('marcha al sur') contra los Cham. Desde el siglo X y XVI, campesinos vietnamitas van migrando hacia el sur hacia regiones despobladas. Los Nguyen favorecen dichas migraciones combatiendo la resistencia de los cham. En 1720 pondrán fin a los restos del reino de Champa, y numerosos cham se exiliarán a Camboya. Más allá de Champa los vietnamitas se instalan en Saigón, entonces territorio camboyano, a partir de la mitad del siglo XVII. Los Nguyen sacan provecho de las luchas entre pretendientes al trono camboyano para conseguir la cesión de nuevos territorios. A mediados del siglo XVIII el delta del Mekong está bajo su dominio y la colonización del sur prosigue.
Los primeros jesuitas habían llegado desde Macao en 1614. Tras ellos, el jesuita francés Alejandro de Rodas reside entre los Nguyen y los Trinh en la primera mitad del siglo XVII. Este misionero creará un sistema de romanización del vietnamita para facilitar la evangelización, creándose la ortografía quoc ngu. Este contacto con los jesuitas despertará recelos pero incrementará el interés por Occidente. Los misioneros tendrán períodos de persecución por considerar las autoridades que sus doctrinas son peligrosas para el orden establecido, sin embargo, la actividad misionera no es interrumpida.
En la provincia de Binh Dinh, al sur de Hué, estalló una insurrección en 1771 liderada por tres termanos, Nhac, Lu y Hue, llamados los Tayson (por el nombre de la ciudad), toman la dirección con apoyo de comerciantes y campesinos. En 1775, los Trinh se apoderan de Hué, mientras que los Nguyen huyen hacia el sur. Los Tayson toman Saigón años después y asesinan a toda la familia Nguyen, excepto al joven Nguyen Anh que consigue escapar. En 1786, el dirigente de los Tayson, Nguyen Hue, expulsa a los Trinh de Hué y luego se apodera de Hanói. Los Trinh llaman en su ayuda a los chinos, pero en 1788, Nguyen Hue se proclama emperador bajo el nombre de Quang Trung y, al año siguiente, derrota a los chinos. En el sur, sin embargo, Nguyen Anh reconstruye su ejército, con el apoyo de los portugueses de Macao y oficiales franceses reclutados por monseñor Pigneau de Béhaine, vicario apostólico en Cochinchina desde 1774. En 1788, Nguyen Anh recupera Saigón. Tras destruir la flota de los Tayson en 1792, conquista Hué en 1801, después Hanói en 1802 y vuelve a unificar el país.

### Primera mitad delsigloXIX
Nguyen Anh adopta el nombre de reinado de Gia Long (1802-1820) y el título, reconocido por China, de emperador de Vietnam, con capital en Hué. Reorganiza la administración del país, divide entre regiones (Bac Ky 'Norte', Trung Ky 'Centro', Nam Ky 'Sur'), pacifica el país y acomete grandes obras (restauración de los diques de Tonkín, construcción de la ruta mandarina de norte a sur, etc.). El régimen que instaura sigue siendo, sin embargo, muy tradicional, se trata de una monarquía inspirada en el modelo imperial chino, que se apoya en funcionarios y mandarines de inspiración confuciana. Minh Mang (1820-1841), muy influido por la cultura china, se declara hostil a los «bárbaros del oeste»; su autoritarismo provoca revueltas en Saigón a las que se unen los cristianos. Minh Mang reanuda las persecuciones contra cristianos. En 1836, los puertos vietnamitas se cierran al comercio extranjero. Los sucesores de Minh Mang, Thieu Tri (1841-1848) y Tu Duc (1848-1883), mantendrán la misma posición antioccidental, anticristiana y prochina, aun cuando en el contexto internacional China había sida derrotada por el Reino Unido en la guerra del Opio (1840-1842).

## Colonización francesa

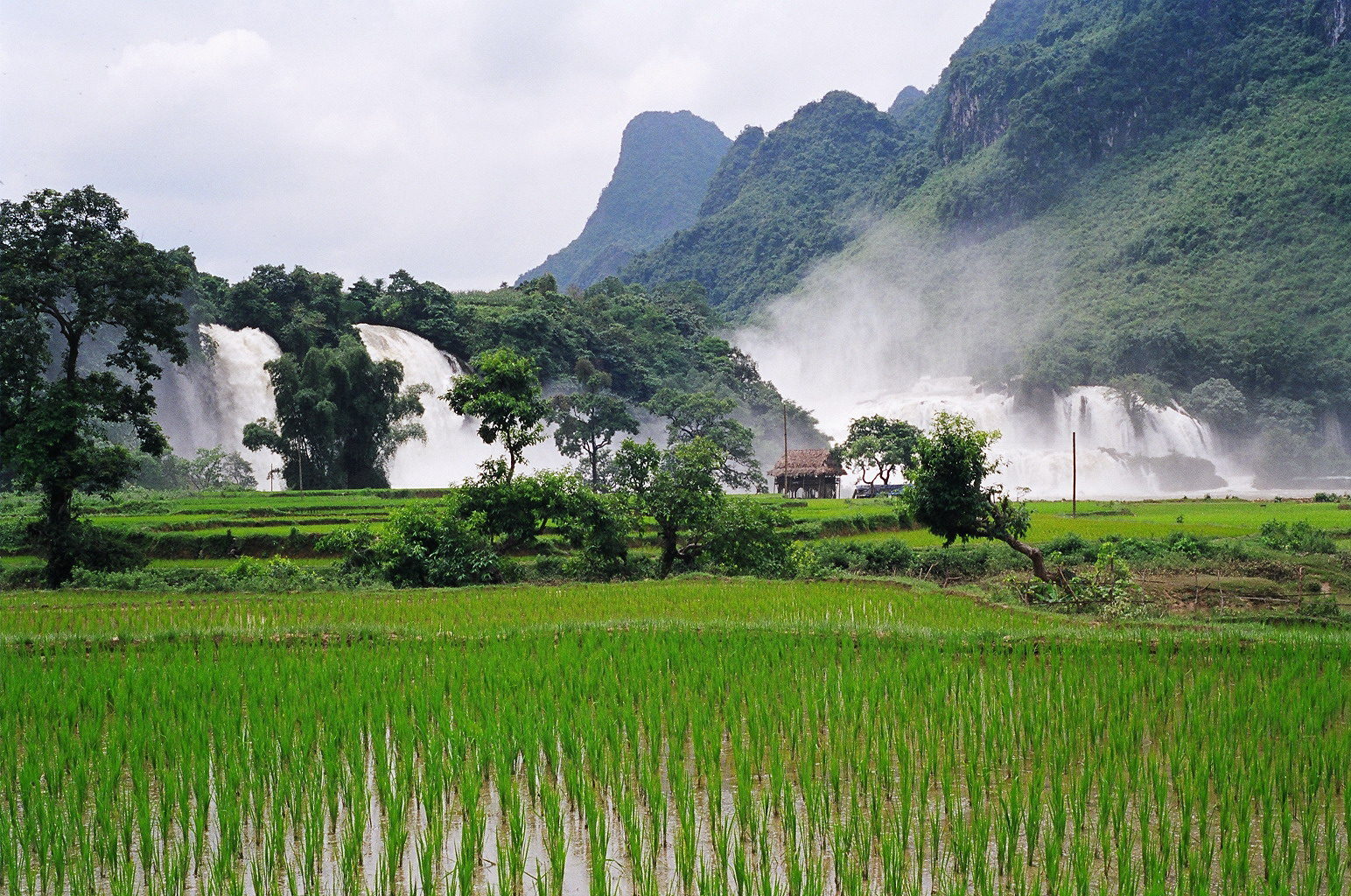
Por sus grandes producciones de arroz y sus recursos naturales Vietnam fue la Joya del Imperio francés.

El periodo independiente terminó en la mitad del siglo XIX, cuando el país fue colonizado por Francia. Esta nación, empleando como pretexto la ejecución de varios misioneros europeos decidió invadir toda la península de Indochina.

### Instauración del protectorado
Después de algunas demostraciones navales de los años 1840-1850 con el pretexto de obtener la liberación de misioneros, la marina francesa junto con la española se apodera de Saigón en 1859, y luego toma el control de todo el este de la Cochinchina (Nam Ky), que Tu Duc se ve obligado a ceder a Francia en 1862. En 1867, Francia ocupa la Cochinchina occidental y eleva el conjunto a la categoría de colonia. Tras someter a Camboya bajo su protectorado a partir de 1863, los franceses exploran el curso del Mekong, con la esperanza de acceder al mercado chino (expedición de Ernest Doudart de Lagrée y Francis Garnier, de 1866 a 1867). Al descubrir que el Mekong no es navegable, la atención se dirige al río Rojo.
Toda esa región, y en especial Vietnam, era rica en arroz, opio y cuando pudieron traerse semillas del Amazonas también en caucho. Tanto es así que llegó a contribuir decisivamente a la crisis de las explotaciones de caucho en América del Sur. Además era rica en metales de importancia estratégica como el estaño. Por último toda la Península resultaba una posición estratégica importante en Asia y en la ruta de Francia hacia China. Por todo ello París esperaba obtener del sureste asiático importantes beneficios. Los franceses se asentaron en los tres países levantando y transformando ciudades al estilo occidental, siendo Saigón uno de los principales ejemplos. Los europeos dejaron la antigua capital imperial Hué como un referente meramente moral y a su emperador con una precaria guardia personal, pero logró conservar su poder moral.
En 1872, se producen incidentes entre un comerciante francés y las autoridades de Hanói, mientras que los Pabellones negros (chinos procedentes de la revuelta de los Taiping) siembran la discordia en la región. Francis Garnier enviado al lugar en 1873, proclama la libertad de navegación en el río y toma la ciudadela de Hanói, después muere luchando contra los Pabellones negros, al servicio de las autoridades vietnamitas. Al año siguiente, Tu Duc firma, sin embargo, un tratado ambiguo con Francia y solicita ayuda militar a China, que reafirma su soberanía. En 1881, Francia, gobernada por Jules Ferry, decide reaccionar, toma Hanói en 1882. Tras la muerte de Tu Duc y bajo una fuerte presión militar francesa, se firman dos tratados sucesivos en 1883 y 1884, que instauran un protectorado en Vietnam poniendo fin a la soberanía china. Simultáneamente, los franceses emprenden operaciones navales contra China, que acaba rindiéndose en 1885, con el Tratado de Tianjin reconociendo el protectorado.

### La Unión Indochina
En 1885, estalla una revuelta a favor del joven rey Ham Nghi. Los franceses colocan en el trono a su hermano Dong Khanh, que es partidario de ellos, pero la guerrilla continúa hasta la mitad de la década de 1890. En 1887 se constituye la Unión Indochina, agrupación de Cochinchina, Camboya, Tonkín, Annam y, después de 1892, Laos, bajo la autoridad de un general, residente en Hanói. A partir de 1897, tras haber pasado Tonkín (Bac Ky) bajo el control francés, los sucesores de Dong Khanh reinaron efectivamente solo en Annam (Trung Ky), con muy pocos poderes. Para poner fin a la influencia de los mandarines, los franceses instauran una enseñanza en francés y vietnamita transcrito en quoc ngu lo que permite la incorporación de nuevos funcionarios. Con el cambio de siglo, el desarrollo económico vuelve a ser prioritario: construcción de vías de ferrocarril, carreteras, equipamientos portuarios, etc.

### Movimientos de liberación nacional
Dos abogados, llamados Phan Boi Chau (admirador de Japón) y Phan Chau Trinh, encarnan el movimiento nacionalista vietnamita. Promueven un levantamiento en 1908 que fue duramente reprimido. La política colonial se suaviza entonces y el conflicto baja de intensidad. Durante la Primera Guerra Mundial, Francia envía a la metrópoli a 100 mil vietnamitas (soldados y obreros). Tras la guerra, emerge una nueva burguesía vietnamita, formada al modo occidental. Este grupo aspira a conseguir libertades políticas, pero la administración colonial, preocupada ante todo por los beneficios, se opone a ello y mantiene el monopolio de poder. Por esa razón los movimientos de liberación nacional se confinan a la clandestinidad, como sucede con el Partido Nacional Vietnamita (Viet Nam Quoc Dan Dang, VNQDD) fundado en 1927 e inspirado en el Guomindang chino. La sublevación que organiza en 1930 fracasa. El mismo año surge el Partido Comunista Indochino (PCI), bajo la dirección de Nguyen Tat Thanh, también llamado Nguyen Ái Quoc (Ho Chí Minh para Occidente).

## El Vietnam contemporáneo

### La descolonización
Durante la Segunda Guerra Mundial, Japón ocupó Vietnam. Pese a que la autoridad francesa se respetó en un primer momento, tras las sospechas de que los europeos podían estar colaborando con los estadounidenses en una invasión, la autoridad francesa fue anulada, muchos miembros encarcelados y la mayoría debió huir hacia China en la llamada Columna Alessandri.
De una forma similar a lo sucedido en la  India a los británicos o en Indonesia a los neerlanses; el fin de la Segunda Guerra Mundial hirió de muerte a la autoridad moral colonial y también a sus expectativas imperiales.
Francia tuvo que reconocer al poder vietnamita representado por Ho Chí Minh y el Viet Minh con la intención de que los chinos que habían penetrado desde el norte para expulsar a los japoneses se marcharan. Pero se reservaba la mayor parte del poder en materia exterior y de defensa, incluyendo a la Indochina francesa dentro de la Unión Francesa.
Pronto la guerra de Indochina estalló favoreciendo en primer lugar a los franceses (que pudieron tomar y conservar el control de las ciudades) y después a los vietnamitas, que lograron evitar las grandes operaciones galas y posteriormente derrotarlos en la Batalla de Dien Bien Phu.

### La guerra de Vietnam y la reunificación
Los Acuerdos de Ginebra dividieron al país en dos con una promesa de elección para la reunificación o no del país. El gobierno comunista de la República Democrática de Vietnam de Hồ Chí Minh gobernando el norte desde Hanói y la República de Vietnam de Ngô Đình Diệm, con el apoyo de Estados Unidos, gobernando el sur desde Saigón, tuvieron discrepancias en los diálogos para dar comienzo a la reunificación. Las acusaciones de fraude electoral en el Referéndum del Estado de Vietnam de 1955, que Diệm anuncie que en julio de 1955 que la elección programada sobre la reunificación no se llevaría a cabo y el crecimiento de las tensiones del cual se formaría el Viet Cong terminó desatando un conflicto armado.
Durante la guerra de Vietnam, o la guerra de América como ahora se refieren los vietnamitas, el Norte estaba apoyado por la República Popular de China y la Unión Sovética, mientras que el Sur estaba apoyado por los Estados Unidos y una coalición de países aliados.
La guerra tuvo cuatro fases:
1. Una inicial (1955-1965) donde el Sur perdía territorio año tras año a manos del Vietcong, brazo armado del Frente de Liberación Nacional.
2. Una segunda desde 1965 con la entrada de las tropas estadounidenses la recuperación de terreno por parte del gobierno de Saigón.
3. Una tercera tras 1968 cuando Estados Unidos comenzaba a comprender que no estaba ganando la contienda ni en Asia ni en su propio país y empezaba a planificar y allanar el camino para su retirada en 1973.
4. Finalmente Vietnam del Sur luchó solo contra el Norte y el Vietcong y perdió todo el poder el 30 de abril de 1975.

Sin embargo, el fin de la guerra y la reunificación del país no trajo el fin de las tensiones, pese a que oficialmente cada 30 de abril se celebre la fiesta nacional del Día de la Paz. En su vecina Camboya se había implantado un régimen de terror por parte de los Jemeres Rojos, también comunista, pero de orientación maoísta (opuesta en muchos aspectos al comunismo soviético desde la Revolución Cultural de 1965). El carácter paranoico del régimen liderado por Pol Pot y la imposibilidad de hallar culpables de inexistentes sabotajes llevaron a la Camboya Democrática a lanzar ofensivas contra Vietnam en abril y en septiembre de 1978. Hanói respondió enviando seis divisiones a Camboya como aviso de su poderío y propuso crear una zona desmilitarizada en la frontera similar en algunos aspectos a la Zona Desmilitarizada existente entre ambos Vietnam antes de su reunificación. Pol Pot decidió ignorar la advertencia y continuó el hostigamiento.
El general Giap, algo apartado de la dirección política desde la Caída de Saigón, aprovechó la oportunidad para retomar su anterior protagonismo e incitó y logró realizar la invasión de su vecino del oeste con 100 000 hombres y 20 000 guerrilleros del Frente Unido de Camboya para la Salvación Nacional liderado por el ex Khemer rojo Heng Samrin. El 25 de diciembre de 1978 comenzó la ofensiva ante un pueblo que odiaba y temía a sus dirigentes y unos mandos militares inexpertos, mal formados (muchos eran incluso niños) y peor equipados, algunos de los asesinatos de civiles debían hacerse con armas blancas por la falta de balas. En 12 días, el 7 de enero de 1979, Vietnam había logrado la ocupación de casi toda Camboya, cambiado de nombre al país por República Popular de Camboya y dejando como presidente a Samrin, el cual tendría que enfrentar la guerra de guerrillas de los jemeres rojos.

### Vietnam frente a China y Camboya

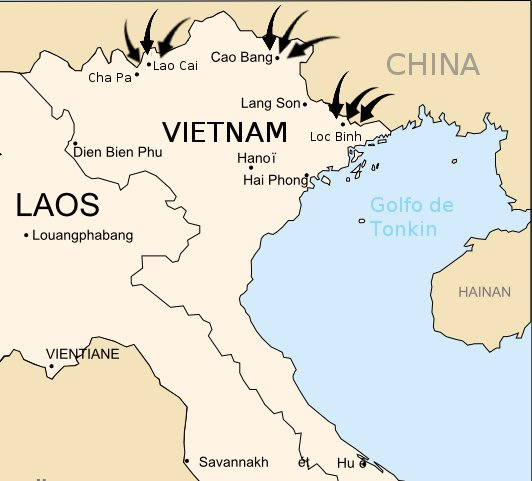
Invasión de Vietnam por China entre 1978 y 1979.

Este ataque a un aliado de la China comunista fue la gota que colmó el vaso y diez días después de la invasión de Camboya, el 17 de enero de 1979, 86 000 soldados chinos del 41.º y 42.º ejércitos atacaron en tres frentes diferentes del norte vietnamita.
Los miembros del Ejército Popular de Liberación se dirigieron hacia las provincias de Cao Bang, Loa Cai y Lang Son reforzados por otros 200 000 soldados más. Aquel fue un momento peligroso porque la mayor parte de las fuerzas vietnamitas y las más preparadas estaban en Camboya, en la zona fronteriza con China solo estaban estacionados 60 000 soldados de fronteras y tropas regulares, por lo tanto en relación de cinco a uno frente a los atacantes.
Pese al imponente número, mayor aún que el contingente responsable de hacer retroceder a los Estados Unidos durante la guerra de Corea, los chinos no habían entrado en combate desde su ayuda al régimen de Pionyang.
Los chinos lograron ocupar Lang Son el 5 de marzo, pero la resistencia vietnamita fue mayor de lo esperado y, pese a no reconocerlo en un primer momento, sufrieron unas 20 000 bajas y debieron retirarse; pero sin asumir la derrota, alegaron que ya habían castigado bastante a Hanói.
No obstante los choques han seguido produciéndose en la frontera, siendo especialmente intensos en 1981 y 1984, al mismo tiempo que la ocupación de Camboya continuaba; bien es verdad que los campos de la muerte encontrados otorgaban cierta justificación para dicha ocupación y los vietnamitas lo utilizaron como excusa.
Los vietnamitas anunciaron su retirada de Camboya en julio de 1982, abril de 1983 y junio de 1984; pero mientras realizaban operaciones contra las distintas organizaciones (Khemeres Rojos, Frente de Liberación Popular del Khemer y el Ejército Nacional de Moulinka), las acciones más importantes las realizaban los vietnamitas en la temporada seca (de octubre a abril) en 1980/81, 1981/82 y 1984/85
La Administración Regan apoyó en 1986 con ayuda no letal al Gobierno de Coalición de la Camboya Democrática que luchaba contra la ocupación vietnamita. Por su parte la URSS enviaba en 1979 unos dos millones de dólares al día a cambio de utilizar los puertos de Cam Ranh y Kompong Son y el envío a la Unión Soviética de 80 000 trabajadores.
La represión política local continuó y también la unión a la esfera de influencia soviética con su entrada en el COMECOM, la cesión de puertos y bases a la URSS para barcos, aviones y consejeros militares.

## Vietnam tras la Guerra Fría

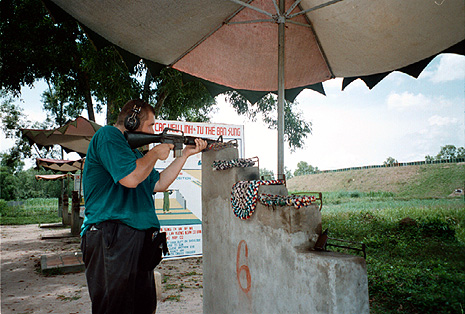
A principios del siglo XXI visitar algunos escenarios de la guerra era el principal atractivo turístico de Vietnam.

En 1986, el Partido Comunista de Vietnam cambió su política económica y empezó a adoptar el capitalismo. Esto ha llevado a robustecer el crecimiento económico, una creciente clase media y la disminución gradual de la represión política. Una de sus principales exportaciones ha sido el turismo, empleando la guerra como reclamo. Así, en 2005 los turistas podían visitar los 250 km de túneles que se conservan en Cu Chi y Ben Dinh por cuatro dólares, o disparar armas como fusiles y ametralladoras por menos de un dólar la bala.
La importancia de este sector se deja notar en algunos de sus planes de futuro. Así también en 2005  se realizaban los trabajos para reabrir la Ruta Ho Chi Minh y ofrecer visitas por ella a los 2,9 millones de turistas que visitaron el país ese año, con unos ingresos de 1 720 millones de dólares (frente a los 2,4 millones del 2004).
Pese a todo las infraestructuras siguieron siendo deficientes, faltaban productos básicos e incluso alimentos. Los visados para turistas individuales eran escasos y se potenciaban los viajes de grupo.
Sin embargo, Vietnam también enfrenta disputas, principalmente con Camboya por su frontera compartida, y especialmente con China, por el Mar de China Meridional. En 2016, el presidente Barack Obama se convirtió en el tercer jefe de Estado de EE. UU. en visitar Vietnam. Su histórica visita ayudó a normalizar las relaciones con Vietnam. Esta mejoría de las relaciones entre Estados Unidos y Vietnam se incrementó aún más con el levantamiento de un embargo en la compra de armas, lo que permitió al gobierno vietnamita adquirir nuevo armamento y modernizar su ejército.
Se espera que Vietnam sea una potencia regional en el futuro, siendo uno de los países del Next Eleven. En 2019, Vietnam publicó un documento en el que describe sus "Cuatro No": ninguna alianza militar, ninguna afiliación con un país para contrarrestar al otro, ninguna base militar extranjera en el territorio vietnamita para actuar contra otros países, y ninguna amenaza para usar la fuerza en las relaciones internacionales.